# NOW 5
Now (That's What I Call Music 5) er et dansk opsamlingsalbum udgivet 29. august 2003 i kompilation-serien NOW Music.

## Spor
1. Stacie Orrico: "Stuck"
2. Daniel Bedingfield: "If You're Not The One"
3. Sean Paul: "Get Busy"
4. Bent Fabric: "Jukebox"
5. Christine Milton: "Whiketywhack (I Ain't Coming Back)"
6. Ufo Yepha: "Hver Dag"
7. Justin Timberlake: "Rock Your Body"
8. Robbie Williams: "Something Beautiful"
9. Julie: "Completely Fallen"
10. Ricky Martin: "Jaleo"
11. Busted: "You Said No"
12. Christina Aguilera: "Fighter"
13. C21: "She Cries"
14. Jennifer Lopez: "I'm Glad"
15. Jay-Kid: "Blame It On The Boogie 2003"
16. Nas: "I Can"
17. The Roots feat. Cody ChesnuTT: "The Seed (2.0)"
18. Carpark North: "Wild Wonders"
19. Avril Lavigne: "Losing Grip"